# Amsterdam (Roman)
Amsterdam ist ein Roman von Ian McEwan, der zuerst 1998 erschien und 2000 auf Deutsch herauskam. Für diesen Roman erhielt der Autor 1998 den Booker Prize.

## Inhalt
Bei der Trauerfeier der Vogue-Journalistin und Fotografin Molly Lane treffen drei ihrer Freunde aufeinander, in deren Leben die unkonventionelle, emanzipierte Frau markante Spuren hinterlassen hat. Die Gesundheit der Sechsundvierzigjährigen hatte sich durch eine neurologische Erkrankung bis zur geistigen Umnachtung rasant verschlechtert und sie war bis zu ihrem Tod von ihrem Ehemann, dem Verleger George Lane, in seiner Wohnung gepflegt und zunehmend von allen Besuchern abgeschottet worden.
Die drei insgeheim miteinander rivalisierenden ehemaligen Liebhaber sind der erfolgreiche Komponist Clive Linley, der Journalist und Chefredakteur der Zeitung The Judge Vernon Halliday und Außenminister Julian Garmony, der nach dem Posten des Premierministers trachtet. Die aus ihrer WG-Zeit in den siebziger Jahren miteinander befreundeten Clive und Vernon verachten beide sowohl den Witwer wegen seiner Schwäche der eigenwilligen Frau gegenüber als auch Julian Garmony wegen seiner fremdenfeindlichen Äußerungen.
Erschüttert über Mollys raschen Krankheitsverlauf, fangen Linley und Halliday an, über ihr eigenes Leben zu sinnieren. Beide stecken, hinter einer glänzenden Fassade verborgen, beruflich und privat in einer Krise. Clive lebt nach zwei kinderlos überstandenen Ehen einsam in seiner vom Onkel geerbten Stuckvilla, die einst Treffpunkt vieler junger Künstler war. Nur gelegentlich besucht er seine Freundin Susie Marcellan in New York. Ihm fehlen für seinen ehrenvollen Auftrag, eine Sinfonie zum Jahrtausendwechsel zu komponieren, die originellen Ideen. Zudem steht er unter Termindruck, denn der berühmte italienische Dirigent Giulio Bo und das Britische Sinfonieorchester warten schon auf die Partitur. Auch Vernon ist zweimal geschieden, lebt nun zusammen mit seiner dritten Frau Mandy und unterhält zahlreiche Affären. Sein wechselhafter Berufsweg ist wieder an einem Wendepunkt. Hallidays Position ist gefährdet („er war nur noch die Summe all der Leute, die ihm zugehört hatten, und sobald er allein war, war er ein Nichts.“) und er sucht nach Projekten, die seiner Zeitung wieder zu einer steigenden Auflage verhelfen können. In dieser Lebenssituation treffen Clive und Vernon ein Übereinkommen, im Falle einer hilflosen Pflegesituation jeweils für den anderen eine Sterbehilfe zu organisieren, um nicht wie Molly dahinsiechen zu müssen. Informationen über eine entsprechende ärztliche Begleitung in Amsterdam hat der Chefredakteur durch die Recherche einer Journalistin erhalten.
Mollys Tod hat für die drei ehemaligen Liebhaber schicksalhafte Folgen. Ihr Ehemann hat in ihrem Nachlass intime Fotos gefunden, die Garmony in Frauenkleidern zeigen und ihn als Transvestiten entlarven. Diese spielt er Halliday in die Hände, damit er sie in seiner Zeitung veröffentlicht. Der Chefredakteur kommt so zu seiner großen Story, um einerseits den erwünschten Aufschwung für seine Zeitung zu erreichen und andererseits das Privatleben und die Karriere des Politikers zu ruinieren. Allerdings unterläuft dessen Frau Rose die sorgfältig vorbereitete Pressekampagne durch einen Fernsehauftritt, in dem sie die Neigung ihres Mannes als harmlose spielerische Verkleidung erklärt und die Aktion der Zeitung als Angriff auf die Persönlichkeitsrechte verurteilt. Dadurch erreicht sie die Solidarisierung der Öffentlichkeit gegen The Judge. Halliday muss als Chefredakteur zurücktreten. Doch der Sieg des Außenministers ist nur von kurzer Dauer. Nach Abflauen der medialen Aufregung verliert auch er seine Position. Schon vor dem Fehlschlag hat Clive dem Freund von der Enthüllung abgeraten und sich für den Schutz der Privatsphäre Mollys eingesetzt. Es seien ihre Bilder. Es kommt zu einem folgenreichen Streit, der nur scheinbar beigelegt wird.
Um die nötige Ruhe zu finden, die er zur Vollendung seiner Sinfonie braucht, fährt Linley in den Lake District und wird bei einer Wanderung zum Glaramara, gerade als er eine Intuition für seine Sinfonie spürt, Zeuge eines heftigen Streits zwischen einem Mann und einer Frau. Er entschließt sich, nicht einzugreifen, und wandert weiter zu einem ruhigen Platz, um seine Einfälle zu notieren. Erst später erfährt er von Vernon, dass die Frau Opfer eines Sexualtäters wurde. Als er sich aus Zeitgründen weigert, sich bei der Polizei als Zeuge zu melden, wirft Halliday ihm verantwortungslose künstlerische Egozentrik vor und zeigt den Vorfall an. Clive wird vorgeladen, zeigt sich kooperativ und identifiziert bei einer Gegenüberstellung den Täter.
Anschließend fährt er nach Amsterdam, besucht eine Probe seiner Sinfonie und trifft sich zur vorgetäuschten Versöhnung mit Vernon. Beide organisieren parallel zueinander den Tod des Freundes. Bei einem festlichen Empfang bietet nun jeder dem anderen einen Begrüßungstrunk an, in den sie ein Betäubungsmittel gemischt haben, worauf sie müde ihre Betten aufsuchen. Dort wartet schon das Personal der Sterbehilfe. In den Krankenschwestern meinen beide Molly zu erkennen. Die Leichen werden von Lane und Garmony nach London begleitet. Anschließend zieht sich der Ex-Politiker zur Familie auf seinen Landsitz in Wiltshire zurück, während der Verleger mit dem Gedanken „Alles im allen hatten sich die Dinge an der Front der früheren Liebhaber gar nicht so schlecht entwickelt“ seine langjährige Bekannte Mandy Halliday besucht.

## Rezeption
Kerstin Schmidt schreibt für die Deutsche Welle: 
„Amsterdam entpuppt sich als eine gnadenlose Geschichte über die Mechanismen der Macht und der Medien und über den Verlust aller menschlichen Werte.“

## Ausgaben
- Amsterdam. Novel, Anchor Books, London 1998. ISBN 978-0-385-49424-3. (Originalausgabe)
- Amsterdam. Roman, aus dem Englischen von Hans-Christian Oeser, Diogenes, Zürich 1999. ISBN 3-257-06220-6 (Deutsche Erstausgabe)